# Qaf (Arabische letter)

Qaf in geïsoleerde vorm

Qāf, قاف, is de 21e letter van het Arabisch alfabet. Hij stamt af van de letter qoph uit het Fenicisch alfabet en is daardoor verwant met de Latijnse Q, de niet meer gebruikte Griekse qoppa en de Hebreeuwse qoof. Aan de qaf kent men de getalswaarde 100 toe.

## Uitspraak
De qaf kent geen equivalent in het Nederlands, al doet het verschil tussen qaf en kaf wel aan het verschil tussen q en k denken.
De qaf is een uvulare plosief, plofklank of occlusieklank. Bij de uitspraak ervan vormt het achterste deel van de tong met het achterste deel van het verhemelte een kortstondige obstructie van de luchtweg, waardoor zich lucht opeenhoopt en er een plofklank ontstaat. Men rekent de qaf wel tot de emfatische medeklinkers, daar men hem in diverse dialecten emfatisch uitspreekt, met een verdonkering van de omliggende klinkers.
In sommige stadsdialecten, zoals dat van Caïro en van Damascus spreekt men behalve bij zogenaamde boekenwoorden in plaats van een qaf een stemafzet hamza uit.

## Weergave
In domeinnamen, op internetforums en in chatconversaties geeft men de qaf weer met een "9".

## Qaf in Unicode
| Unicode Codepoint | U+0642            |
| Unicode-Name      | ARABIC LETTER QAF |
| HTML              | &#1602;           |
| ISO 8859-6        | 0xe2              |

Basisalfabet: ا (alif) · 
ب (ba) · 
ت (ta) · 
ث (tha) · 
ج (jim) ·
ح (ḥa) ·
خ (kha) ·
د (dal) ·
ذ (dhal) ·
ر (ra) ·
ز (zai) ·
س (sin) ·
ش (sjin) ·
ص (ṣad) ·
ض (ḍad) ·
ط (ṭah) ·
ظ (ẓa) ·
ع (ain) ·
غ (gain) ·
ف (fa) ·
ق (qaf) ·
ك (kaf) ·
ل (lam) ·
م (mim) ·
ن (nun) ·
ه (ha) ·
و (waw) ·
ي (ya)
Aanvullende tekens: ء (hamza) ·
آ (alif madda) ·
ة (tāʾ marbūṭa) ·
ى (alif maqṣūra) ·
لا (lām-alif)
Klinkertekens: fatḥa ·
kasra ·
ḍamma ·
shadda ·
sukūn ·
waṣla